# Pfannkuchen

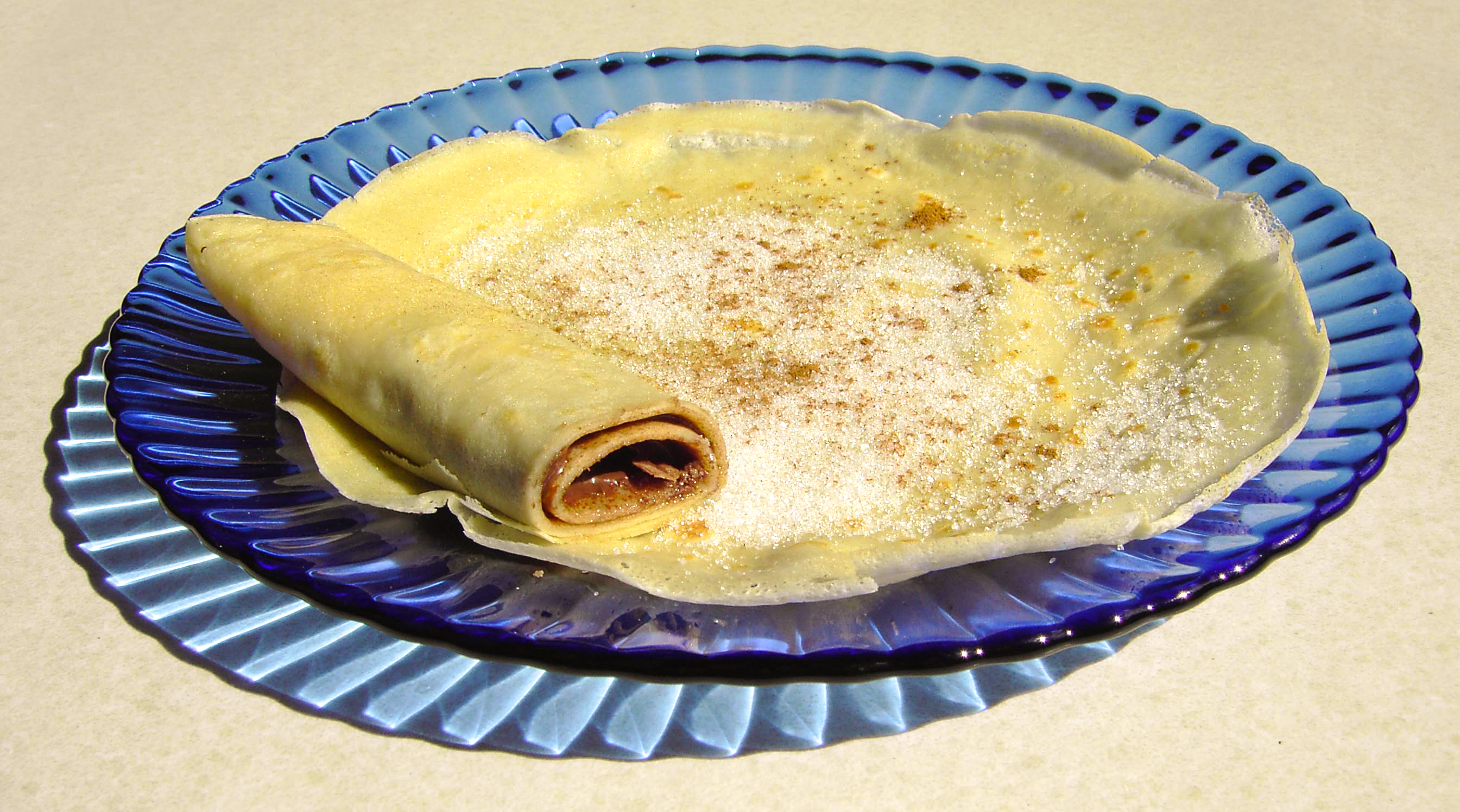
Zwei Pfannkuchen: einer bestreut mit Zucker und Zimt, einer gerollt mit Schokoladencreme

Pfannkuchen, Eierkuchen, Eierpfannkuchen, Plinsen (bundesdeutsches Hochdeutsch) bzw. Palatschinken (österreichisches Hochdeutsch) (daran angelehnt tschechisch Palačinka) bzw. Omelette (Schweizer Hochdeutsch) sind, wie Omeletts, Crêpes und Kaiserschmarrn, Eierspeisen aus Ei, Milch und Mehl, die in einer Pfanne gebacken werden. Durch ihre Bindung mit Mehl unterscheiden Eierkuchen bzw. Pfannkuchen sich von Omeletts. Es gibt süße Pfannkuchen und herzhafte Eierspeisen (z. B. Schinken-Pfannkuchen).

## Begriffsgeschichte
Der Linguist Paul Kretschmer stellte schon 1918 fest, dass Eierkuchen flache, runde Kuchen aus Milch und Eiern mit mehr oder weniger Mehl sind, die schnell in einer Pfanne gebacken werden.
Ursprünglich existierten wohl ziemlich überall in Deutschland beide Begriffe nebeneinander: Eierkuchen als ein vorwiegend aus Eiern bestehender Kuchen, hingegen Pfannkuchen ein Kuchen vorwiegend aus Mehl. In Berlin und Teilen Ostdeutschlands war und ist der Pfannkuchen jedoch ein kugeliger Krapfen: Von Berlin ausgehend hatte der „Berliner Pfannkuchen“ auch in anderen Teilen Preußens gänzlich die vorgenannte Bedeutung angenommen. In Deutschland ist die Bezeichnung  P[f]ann[e/n]kuche[n] weiter verbreitet, Eierkuchen ist die weniger gebräuchliche, aber ebenfalls weit verbreitete Form, regional heißt das Gericht auch Plinse oder Om[e]lett.
In Österreich heißt das Gericht Palatschinken, über tschechisch palačinka aus ungarisch palacsinta „Pfannkuchen“, über rumänisch plăcintă „gefülltes Gebäck; Pastete, Kuchen“ aus lateinisch placenta „Kuchen“.

## Zubereitung

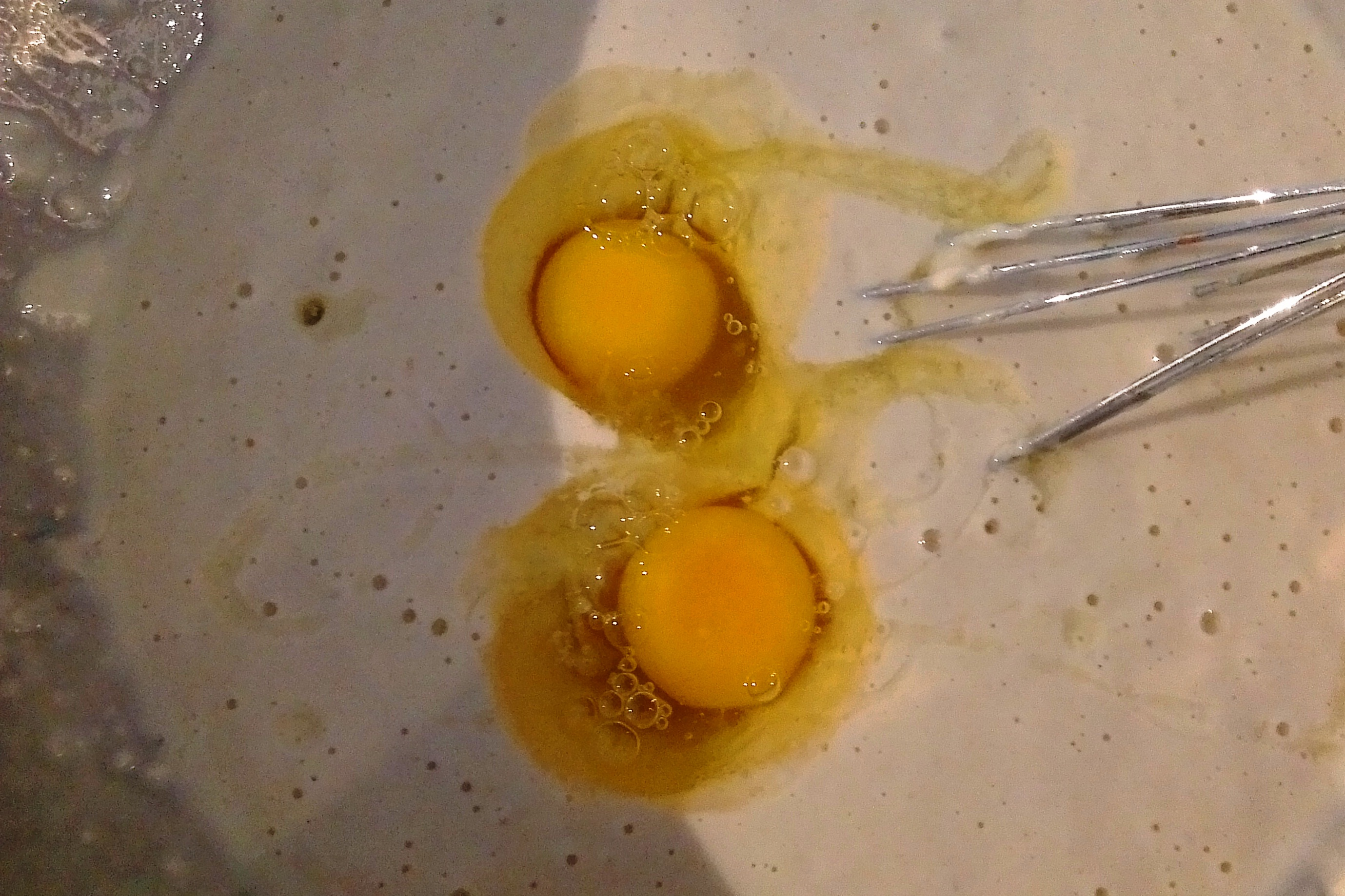
Eier, Milch und Mehl

Pierer’s Universal-Lexikon von 1848 beschrieb den Eierkuchen folgendermaßen:

„Eierkuchen, eine Mehlspeise aus Milch, feinem Mehl, Eiern, etwas Zucker u. einigen Körnern Salz; dies quirlt man Alles in einen Topf zusammen u. bäckt es in einem Tigel, in zerlassenem Schmalz od. Speck in wenigen Minuten bei gelinder Hitze auf beiden Seiten schön braun; mit Zucker u. Zimmt bestreut gibt man sie mit süßen Saucen od. Salat zu Tische.“

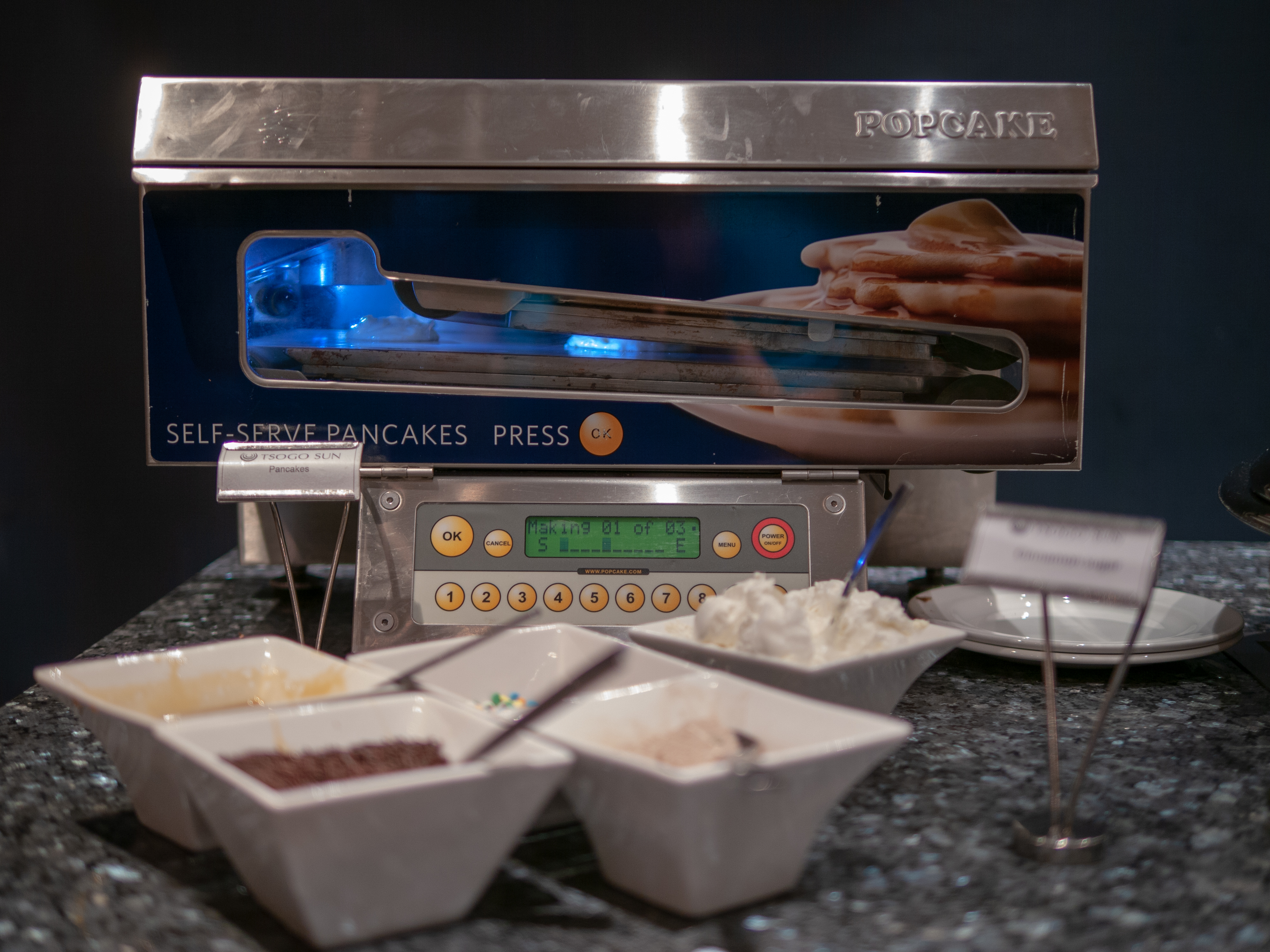
Pfannkuchenmaschine

Die Grundrezeptur für Pfannkuchenteig besteht je nach Geschmack aus Weizenmehl, Vollmilch (Sahne oder Buttermilch), Vollei, Zucker, Butter, einer Prise Salz, geriebener ungespritzter Zitronen- und Orangenschale. Mit einer Schöpfkelle wird die Masse in eine heiße gefettete Stielpfanne gegeben und beidseitig angebraten, bis der Eierkuchen, je nach Geschmack, eine mehr oder weniger leicht bräunliche Farbe annimmt.
Zwecks besserer Vermischung werden meist die flüssigen Zutaten intensiv verrührt, darin Salz aufgelöst und dann die Flüssigkeit mit Mehl eingedickt. Bei manchen Varianten werden Eiklar und Dotter vorher getrennt und Eischnee später untergehoben. Den Teig lässt man meist zwecks Quellung der quellfähigen Inhaltsstoffe einige Zeit „rasten“ (Teigruhe). Anschließend werden portionsweise Fladen im heißen Fett bzw. Öl meist in einer Pfanne beidseitig (gewendet) gebacken, sofern die Eierkuchen nicht auf fix montierten erhitzten Platten (siehe dazu Crêpière) bereitet werden (dabei wird der Teig mit einem sogenannten Teigrechen ausgebreitet).
Pfannkuchen deutscher Art (franz. pannequets allemande) werden in einer großen Pfanne im Backofen gebacken.

## Varianten

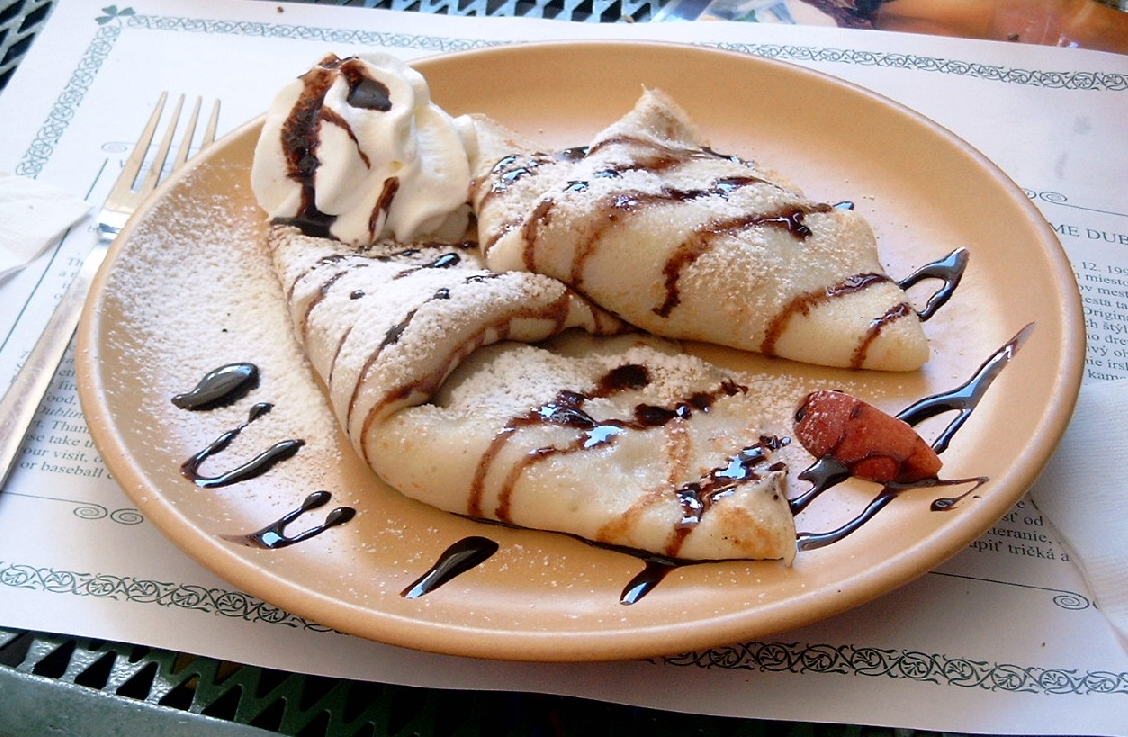
Gefüllte Palatschinken in der Slowakei, Schokoüberguss und Schlagobers

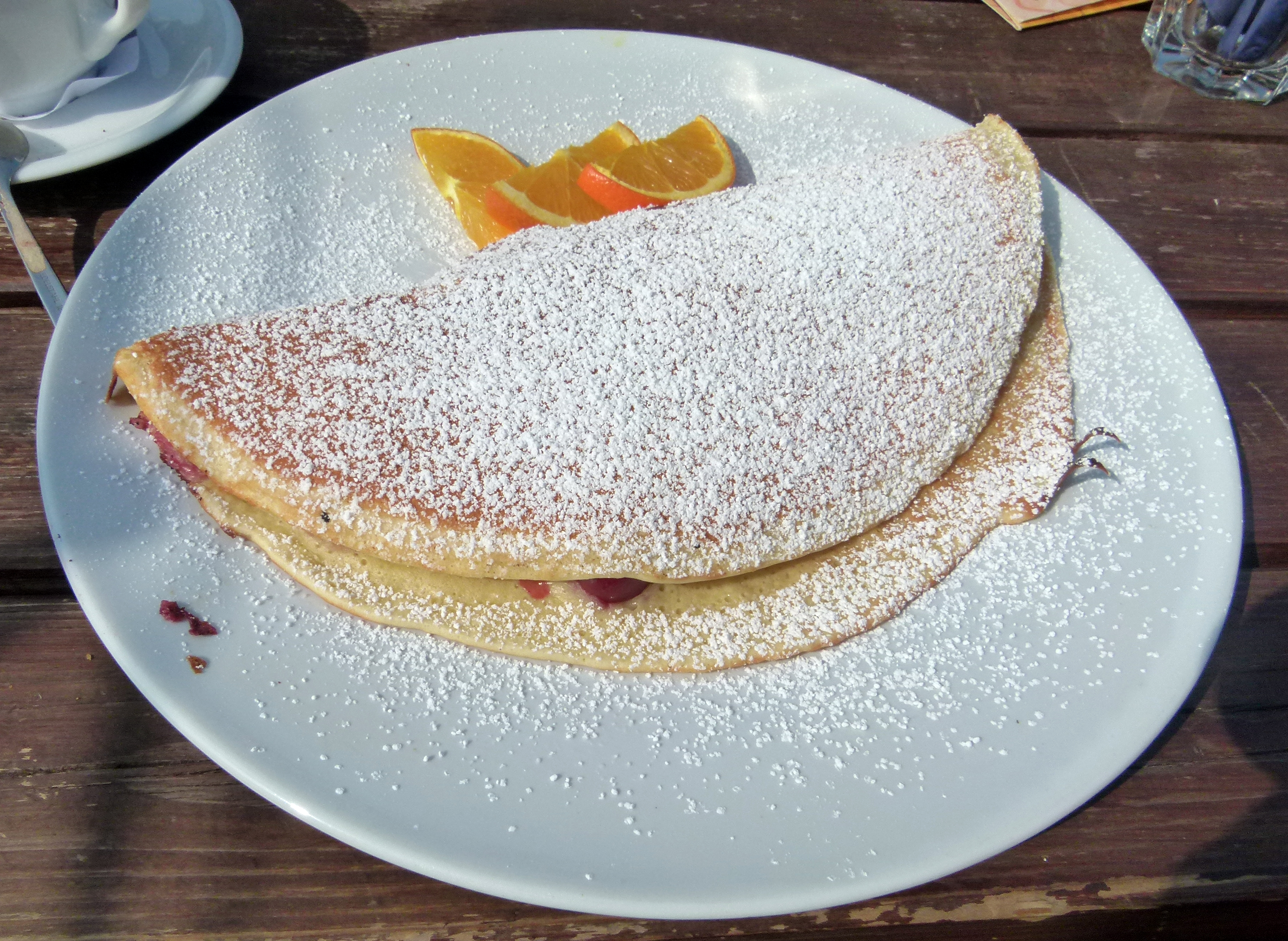
Pfannkuchen mit Konfitüre

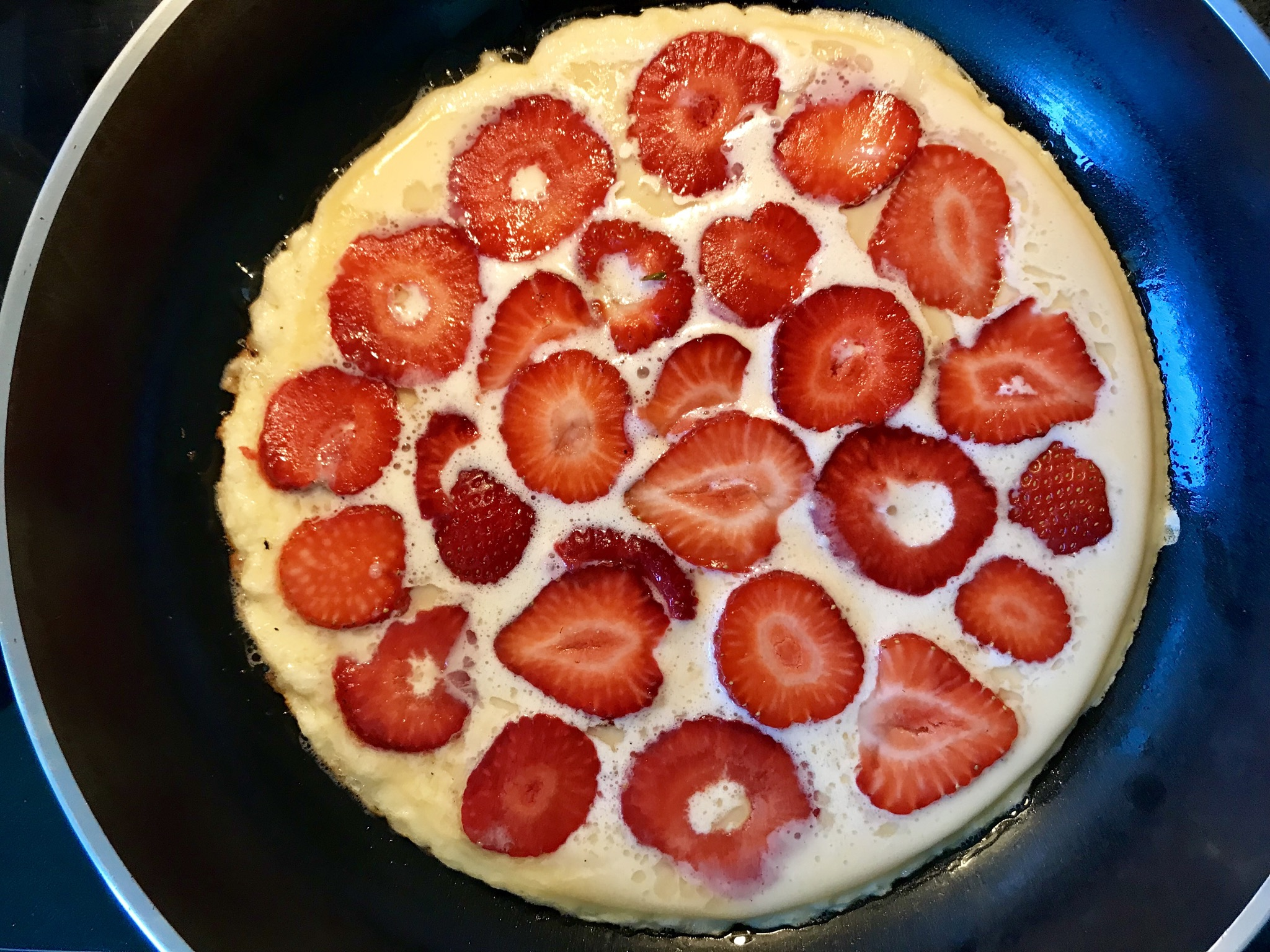
Zubereitung von münsterländischem Erdbeerpfannkuchen

Je nach Verbreitungsgebiet, Tradition und verwendeten Zutaten existieren Varianten, die neutral, süß oder salzig schmecken. Dementsprechend werden dem Teig Salz, Zucker, Kräuter und Gewürze zugegeben. Statt Milch werden auch andere Flüssigkeiten wie Buttermilch, Sahne, Pflanzenmilch, Bier, Soda- oder Mineralwasser verwendet. Der Zusatz von kohlensäurehaltigen Flüssigkeiten führt zu einer Auflockerung des Teiges, ein Zusatz von Speiseöl oder Sahne kann das Ankleben an der Pfanne vermindern. Einige Rezepte enthalten zusätzlich Rosinen oder feingeriebene Schalen von Zitronen und Orangen. Zur Zubereitung des Teiges wird meistens Weizenmehl mit sehr hohem Ausmahlungsgrad verwendet; je kleiner die Partikelgröße des Mehls ist, desto dünner können die Teigfladen hergestellt werden. Regional gebräuchlich sind jedoch auch Buchweizen, Hirse und andere Getreidearten, wie auch andere stärkehaltige Zutaten, zum Beispiel Mehle oder Pasten aus Kichererbsen, Kartoffeln oder Maronen.
Im Unterschied zu den hellen französischen Crêpes haben Eierkuchen meist einen geringeren Flüssigkeits- und höheren Ei- oder Mehlanteil, wodurch der Teig deutlich dickflüssiger ist. Auch werden sie (mithilfe von Zucker im Teig) dunkler gebacken.
- Der normale Pfannkuchen wird mit Apfelmus, Marmelade, süßen Brotaufstrichen und/oder Staubzucker und Zimt serviert und oftmals gerollt, halbiert oder geviertelt zusammengeschlagen. Allerdings nimmt die Vielfalt des Belags – nicht zuletzt bedingt durch den Einfluss der Crêpes – zu.
- Es gibt auch Variationen, bei denen in den Eierkuchen Obst eingebacken wird. Beliebt sind Kirschen oder Heidelbeeren, sehr bekannt ist die Version mit Äpfeln (Apfelpfannkuchen). Heidelbeeren sollten dabei nicht in den Teig eingerührt werden, da der Anthocyan-Farbstoff verletzter Beeren im vorliegenden alkalischen Milieu zu einer unschönen Grünfärbung[8] der gesamten Masse führen kann.
- Eine beliebte salzige Variante sind Speckpfannkuchen, bei denen angebratene Schinkenspeckwürfel oder -streifen verwendet werden. Dazu wird gerne grüner Salat gereicht.
- Häufig werden auch salzige Zutaten wie Käse oder Speck mit süßen Zutaten (in der Regel Obst) kombiniert. Ein Beispiel ist der Apfel-Speckpfannkuchen.
- Ebenfalls beliebt ist die Kombination mit frischen Kräutern, die dem Teig zugegeben werden. Verwendet werden zum Beispiel Schnittlauch, Bärlauch oder Petersilie. Diese Variante wird gerne zu Spargelgerichten oder als Suppeneinlage gegessen.
- Andere nicht-süße Varianten enthalten Käse oder angebratene Pilze.
- Beim Gestoßenen Pfannkuchen wird der Teig nicht zu dünnen Fladen gebacken, sondern wie ein Kaiserschmarrn immer wieder gedreht, gerührt oder gewendet, so dass kleine Stücke entstehen. Diese Variante ist in Franken beliebt.

### Regionale Besonderheiten

#### Mittel- und Osteuropa

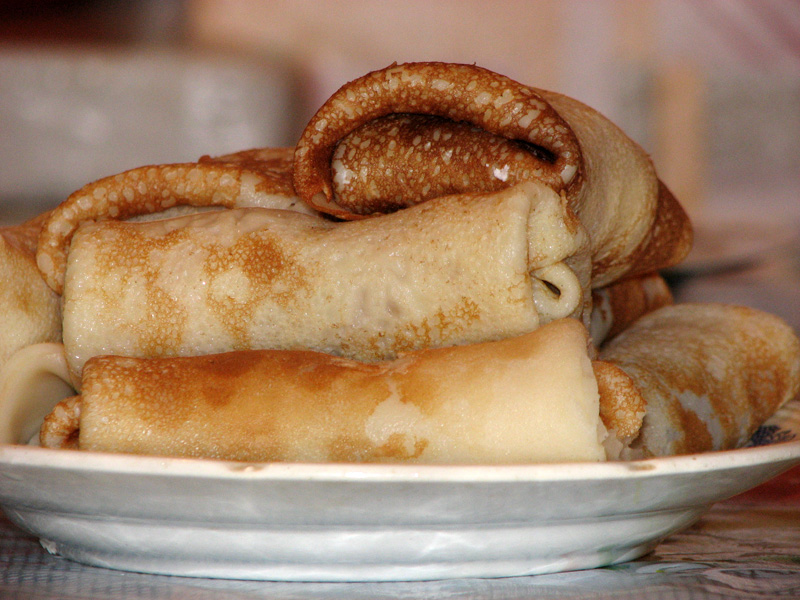
Russische Bliny

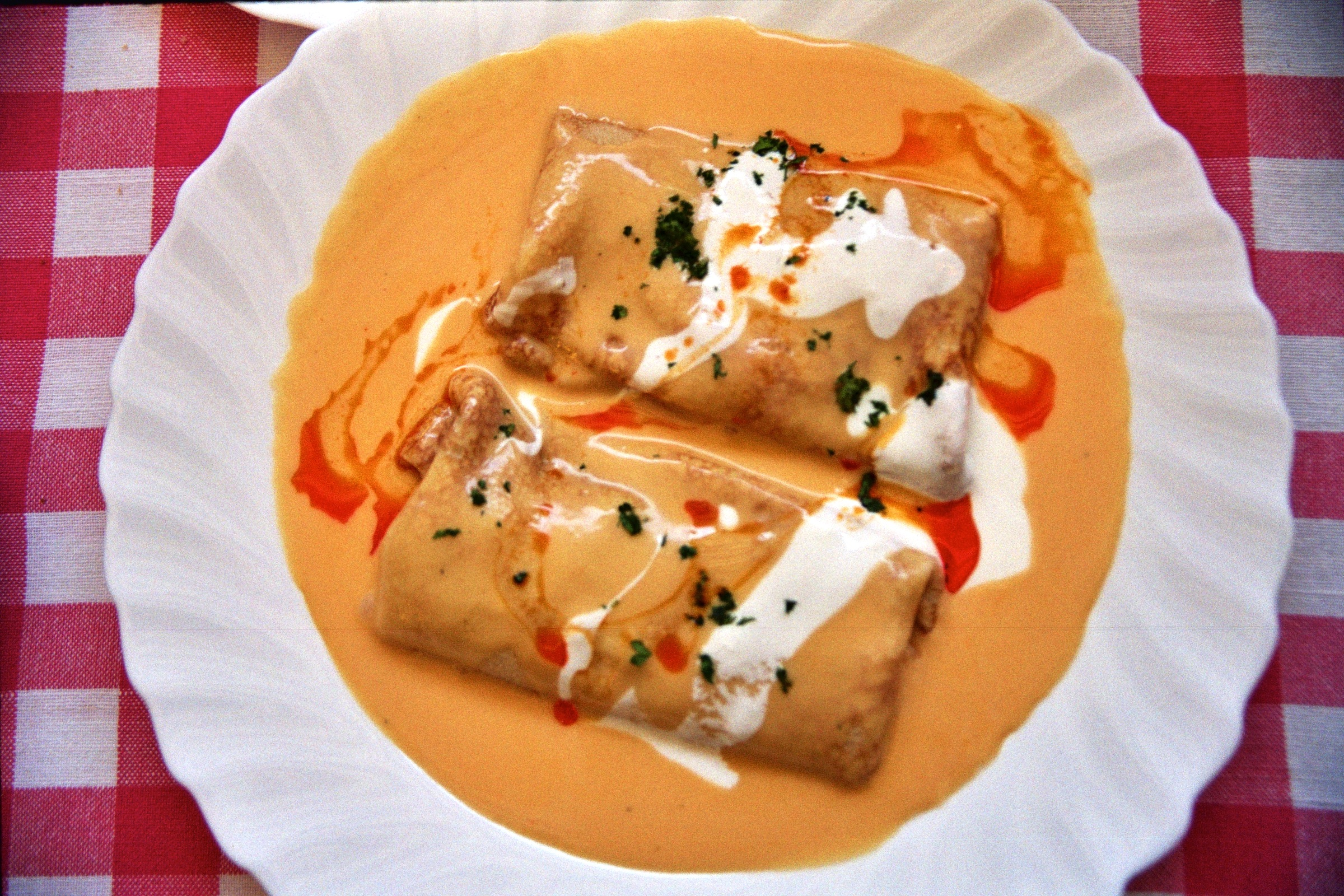
Ungarische Hortobágyi palacsinta

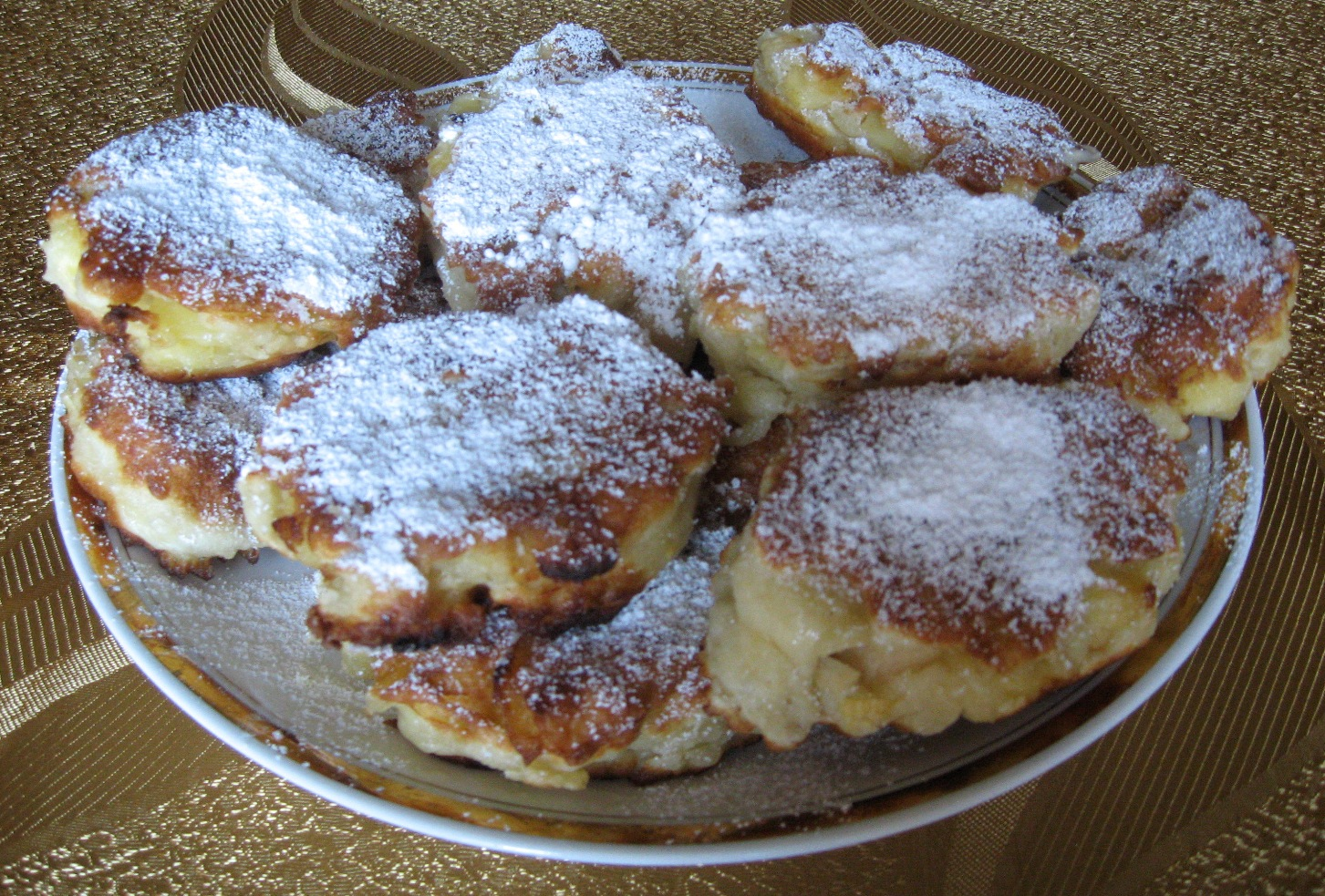
Polnische Racuchy

- In märkischen Regionen, insbesondere der Altmark, werden Eierkuchen zusammen mit einem Grüne-Bohnen-Eintopf verzehrt.
- Bliny oder Blini gehören in Russland zur Tradition. Sie werden häufig ganz oder zum Teil aus Buchweizen- oder Hirsemehl anstelle von Weizenmehl zubereitet, oft wird auch Hefe verwendet. Bliny entsprechen ungefähr den Plinsen aus der Lausitz und Sachsen und werden meist mit Butter und Salz, aber auch mit Schmand und Kaviar gegessen. Russische Oladji sind dagegen dicker und werden mit Sauermilch statt Hefe zubereitet.
- Palatschinken (Einzahl: die Palatschinke [palaˈtʃɪŋkə],[9][10][11] jedoch meist im Plural,[12] rumänisch clătite und ungarisch palacsinta aus lateinisch placenta ‚Kuchen‘) sind dünner und feiner als der übliche Pfannkuchen. Sie werden außer im heutigen Österreich (insbesondere der Wiener Küche) auch in allen Ländern und Gebieten des früheren Kaisertums Österreich bzw. Österreich-Ungarns sowohl süß als auch pikant gefüllt zubereitet und gegessen,[13] so in Tschechien, Ungarn, Rumänien (clătite), in der Slowakei (palacinky), im ehemaligen Jugoslawien (palačinke oder palačinci) und generell im Balkanraum (Bulgarien – палачинка (palatschinka), pl. палачинки (palatschinki)). Als Fülle werden vorgewärmte Marmelade (oft Marillenmarmelade), Topfen, geriebene Nüsse (hauptsächlich geröstete Haselnüsse oder Walnüsse), Obst, Kokosflocken, Schokolade, Nuss-Nougat-Creme, aber auch vorgedünstetes Gemüse wie Spinat oder Zubereitungen aus Faschiertem oder Weichkäse verwendet. Mitunter werden sie gefüllt mit Speiseeis als Eispalatschinken angeboten (sollen aber nicht mit Omelette surprise verwechselt werden). Ein Belag dient nur zur Verzierung, nicht als Überguss. Süße Palatschinken werden auch mit Spirituosen nach Art einer Crêpe Suzette verfeinert. Auch in der Zubereitung als Gundel-Palatschinken (benannt nach Károly Gundel) werden sie oft angeboten. Gelegentlich werden gerollte oder ungerollte Palatschinken auch nachträglich ähnlich wie Lasagne im Backrohr überbacken. In Ungarn ist Hortobágyi húsos palacsinta häufig. Das sind mit Faschiertem gefüllte Palatschinken, mit einer Paprikasoße und etwas Sauerrahm serviert.
- In Polen kennt man einerseits Naleśniki, diese sind vergleichbar mit böhmischen Palatschinken und deutschen Pfannkuchen, werden jedoch häufig mit Weißkäse (Quark) oder Heidelbeeren gefüllt, gefaltet und dann in Butter angebräunt. Andererseits gibt es die polnischen Racuchy, dickere Hefepfannkuchen, häufig mit eingelassenem Obst wie Apfelstücken oder Heidelbeeren. Sie sind ursprünglich verwandt mit Bliny und Plinsen und ähneln äußerlich den russischen Oladji.
- Dalken aus der böhmisch-österreichisch-bayerischen Küche entsprechen im Prinzip den polnischen Racuchy, sind jedoch kleiner und werden in Pfannen mit speziellen Vertiefungen gebacken. Ein anderer tschechischer Name für sie lautet Lívance, in Österreich und Altbayern verdeutscht zu Liwanzen.
- In Baden und der Pfalz isst man zum Pfannkuchen gerne Gemüse wie Kohlrabi, Blumenkohl oder Spargel in einer hellen Sauce, das darin eingerollt wird.
- In Schwaben werden Eierkuchen (Flädle: „kleiner Fladen“) auch in schmale Streifen geschnitten als Einlage für die Flädlesuppe verwendet. In Österreich wird diese Suppeneinlage aus nudelig geschnittenen, ohne Zucker zubereiteten Palatschinken Frittaten genannt. Die so gereichte Suppe (meist eine Rindsuppe) heißt Frittatensuppe. In Altbayern heißt diese Suppe Pfannkuchensuppe. Üblicherweise werden dazu extra Eierkuchen ohne Zuckerzusatz bereitet, nur im Hausgebrauch werden mitunter Reste von süßen Palatschinken verwendet.
- Beim bayerisch-österreichischen Schmarr(e)n (das Wort geht auf ein oberdeutsches Wort für „schmieren“ zurück[14]), Eierschmarren oder Kaiserschmarrn wird der Eierkuchen mit geschlagenem Eiweiß zubereitet und noch während des Festwerdens in der Pfanne oder vor dem Servieren zerkleinert; ebenso bei den schwäbischen und badischen Kratzete.
- In der Eifel bereitet man herzhaften „Hedelich Pankech“ mit Buchweizenmehl (aber nicht notwendigerweise Eiern), der zu Suppen, Eintöpfen oder Fleischgerichten gereicht wird.
- In Ostfriesland und Groningen sind Speckendicken beliebt, die aus einer Mischung von Roggen- und Weizenschrotmehl oder aus Buchweizenmehl bestehen. Sie werden dort traditionell zwischen Weihnachten und Silvester gegessen.

#### West- und Südeuropa

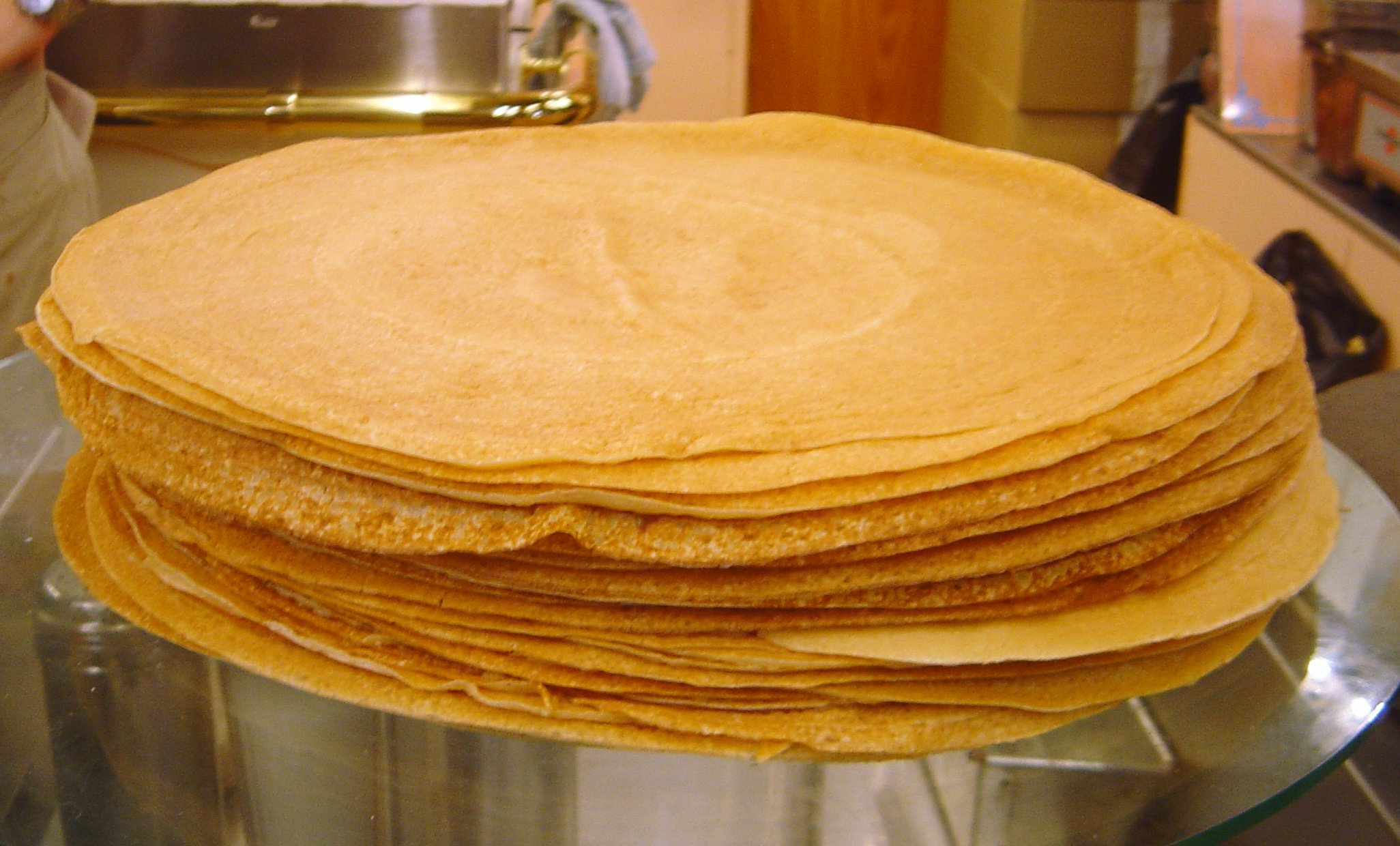
Französische Crêpes

- Ein Crêpe ist ein zarter, sehr dünner Eierkuchen aus Frankreich, der jedoch auf der Crêpière ausgebacken wird. Eine ähnliche Zubereitungsart wird in Italien Crespella genannt.
- Poffertjes sind niederländische Verwandte der böhmisch-österreichischen Dalken, stammen jedoch ursprünglich aus Frankreich. In speziellen, mit entsprechenden Vertiefungen ausgestatteten Pfannen werden gleichzeitig ca. 15 bis 20 Pfannküchlein gebacken, die nicht mehr als 4 cm im Durchmesser aufweisen. Sie werden meist mit Butter und Puderzucker serviert.
- Norddeutsche Förtchen sind Poffertjes sehr ähnlich, werden häufig aber auch mit z. B. Apfelmus oder Marmelade gefüllt.
- Ebenfalls aus den Niederlanden stammen die Crêpe-ähnlichen Flensjes, sehr dünne und meist mit Puderzucker oder Marmeladen gegessene Eierkuchen.
- Galette ist die bretonische (meist herzhafte) Variante der Crêpes aus Buchweizenmehl.
- Farinata (auch Socca genannt) ist ein dünner Eierkuchen (Crêpe) aus Kichererbsenmehl.
- Drop Scones sind kleine, dicke Eierkuchen, die in Schottland und Irland gegessen werden. Ähnlich groß wie Poffertjes wird der Teig jedoch löffelweise in eine herkömmliche Pfanne getropft, daher der Name.
- Necci ist ein Eierkuchen aus der Toskana, der mit Kastanienmehl zubereitet wird.
- Im Nordwesten Spaniens werden Crêpe-ähnliche filloas gebacken.

#### Nordeuropa

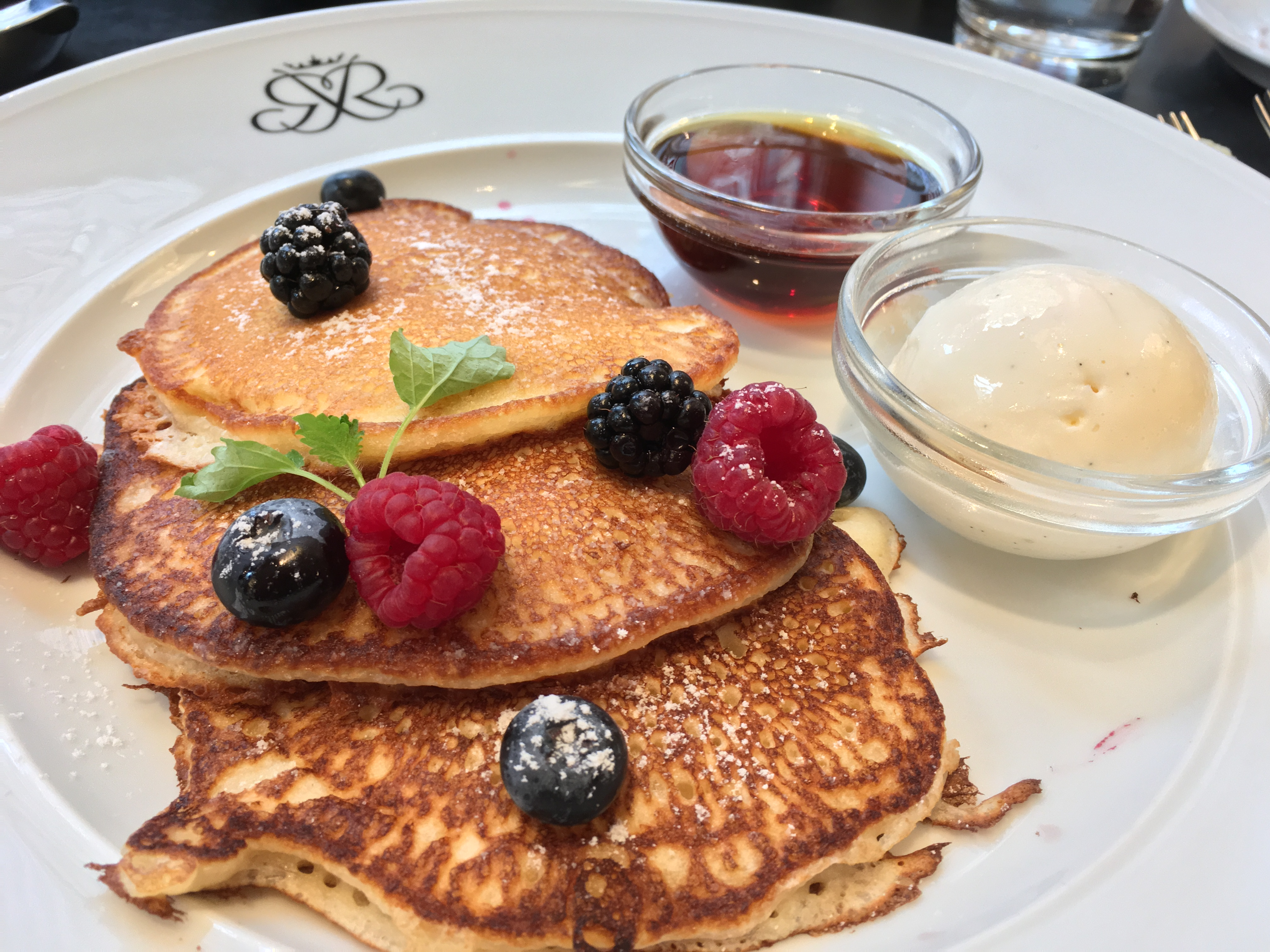
Pfannkuchen in Schweden, mit Obst und Eis.

- Svele ist eine norwegische Zubereitungsart.
- Der finnische Pannukakku ist ein Eierkuchen, der im Ofen gebacken wird.
- Der Ålands Pannkaka ist ein Kuchen aus Reis, Grieß und Kardamom, der mit Pflaumen und Schlagsahne serviert wird.
- Die Pönnukaka ist der isländische Pfannkuchen.
- In Schweden und Finnland gibt es die Tradition, donnerstags zu Mittag Erbsensuppe (ärtsoppa) und als Nachtisch Pfannkuchen (pannkakor), meist garniert mit Schlagsahne und/oder Marmelade, zu essen.
- Das Kopenhagener Rathaus serviert bei Empfängen und Festlichkeiten Rathauspfannkuchen, die von den Köchen des Rathauses zubereitet werden.

#### Nord- und Mittelamerika

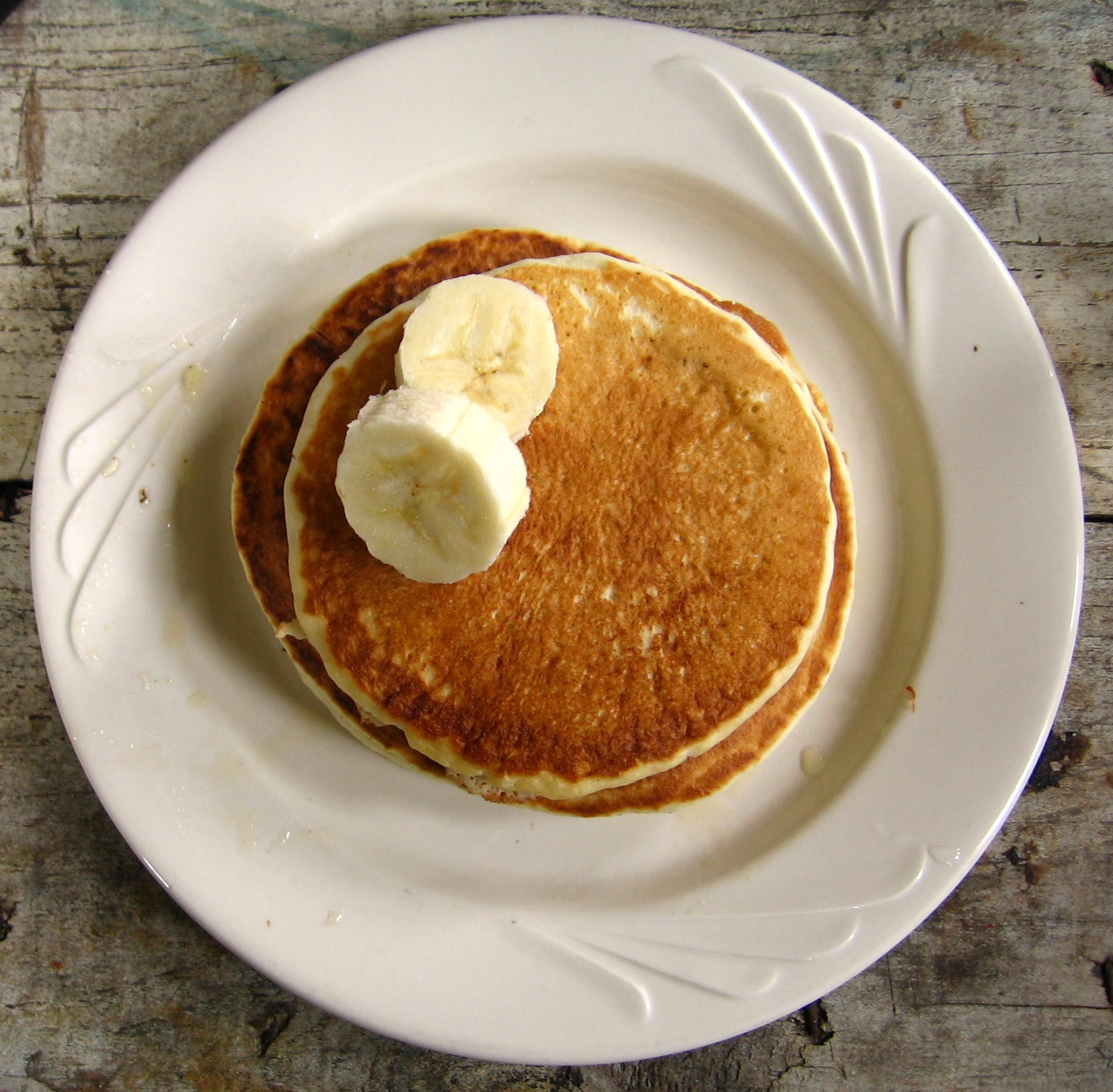
Pancakes

Was einst im amerikanischen Englisch als flapjack oder griddle cake bezeichnet wurde, heißt heute fast überall in Nordamerika pancake. Dabei kam dieser Begriff erst Ende des 19. Jahrhunderts auf. Heute gibt es eine Unmenge von Rezeptideen für Pancakes und ständig kommen neue dazu. In einem Pancake House findet man zum Beispiel Pancakes aus Buchweizenmehl, Buttermilch und Sauerteig mit Banane, Beeren, Apfel, Kürbis, Schokolade, Nüssen und noch mehr. Hinzu kommen dann noch diverse toppings – alles, was obendrauf kommt –, wobei der Ahornsirup das mit Abstand bekannteste ist. Letztere werden traditionell als Frühstück serviert.
Der Unterschied zu den deutschen Eierkuchen liegt in der Form des Pancakes. Der Pancake ist meist etwas kleiner und wesentlich dicker, da sich der Teig in der Pfanne nicht so sehr ausbreitet. Außerdem ist es typisch, dass der Teig in der Pfanne Bläschen entwickelt, die später den Pancake luftig machen. Das kann durch das Steifschlagen des Eiweißes bewirkt werden, wird heute in der Regel aber durch eine sehr großzügige Zugabe von Backpulver erreicht.

#### Indien und Sri Lanka

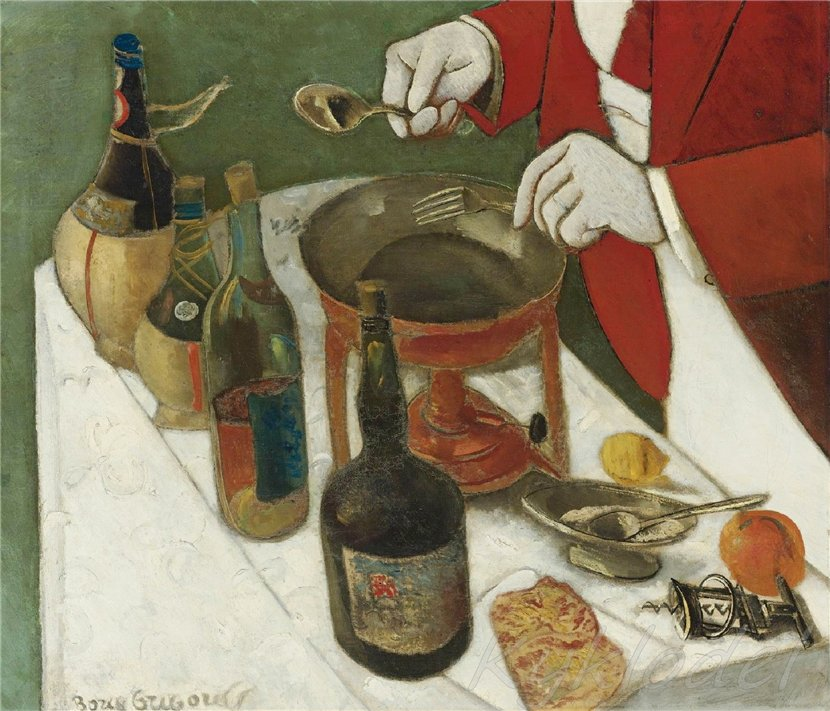
Plinsenbacken (russisch Приготовление блинов), von Boris Grigorjew (1886–1939)

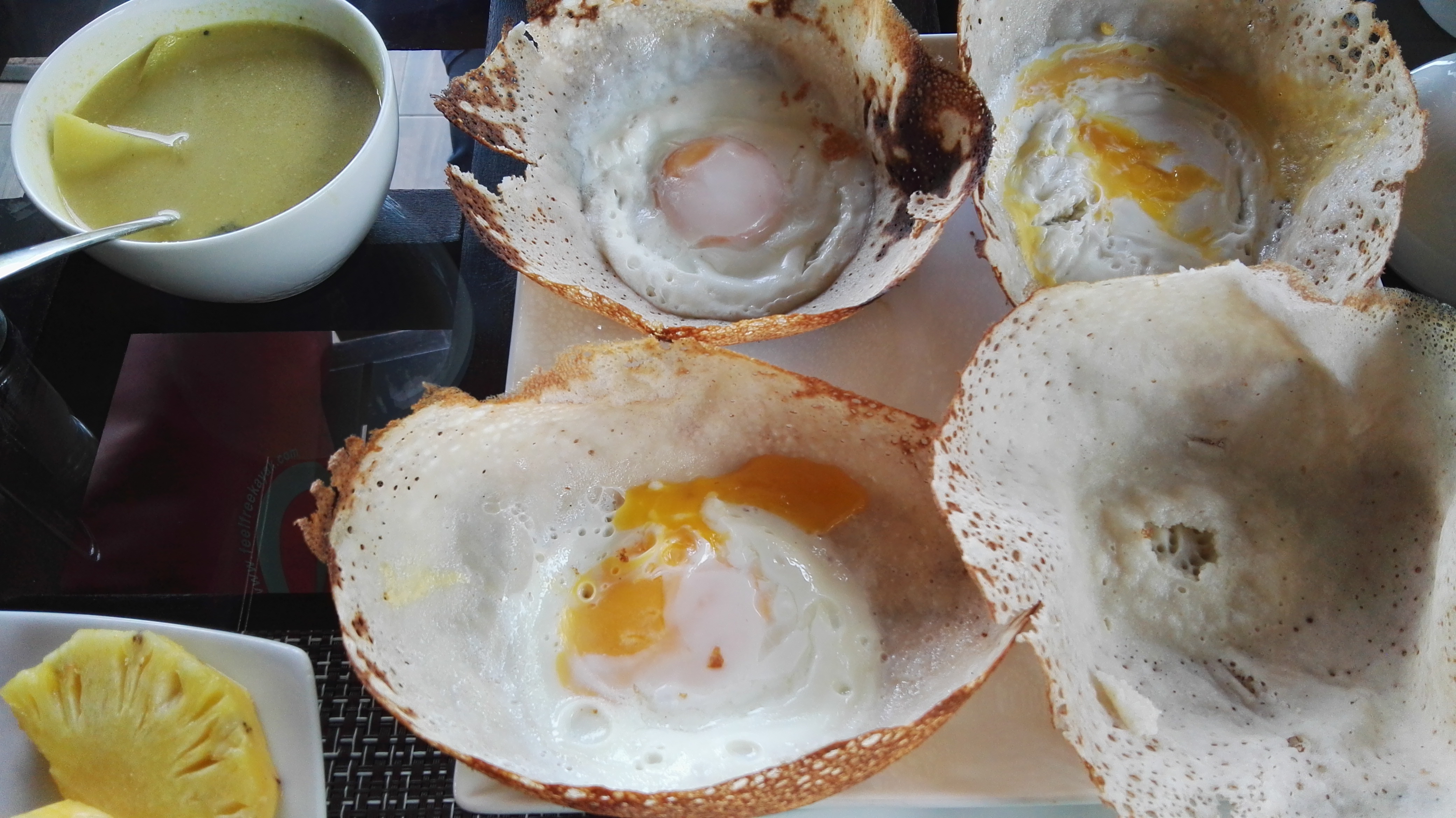
Egg hopper

In Indien (Kerala, Tamil Nadu) werden „Appa(m)“, in Sri Lanka „Hopper“ (Kurzform für Egg Hopper) als dem deutschen Pfannkuchen vergleichbare Gerichte zubereitet. Diese bestehen aus fermentiertem Reismehl, Kokoswasser oder Kokosmilch und unvergorenem Toddy oder Palmsirup und werden in einer „Appachatti“, einer Pfanne mit schräg hochgezogenen Rändern (einer Maurerpfanne ähnlich), über offenen Flammen gebacken. Die süßsäuerlich schmeckenden, nach oben gewölbten, dünnen Fladen werden wie Fladenbrot hauptsächlich zum Frühstück und Abendessen, aber auch als Street Food gegessen.

#### Südamerika
Panqueque ist eine etwas dickere Variante des Crêpes aus Argentinien, Uruguay und Chile.